# Nuclear Blast
Nuclear Blast je nezávislé hudební vydavatelství a zásilkový hudební distributor s dceřinými společnostmi v Německu, Spojených státech a v Brazílii. Toto hudební vydavatelství bylo založeno v roce 1987 Markusem Staigerem v Německu. Původně vydávalo především hardcore punkové nahrávky a později i melodický death metal, grindcore, power metal nebo black metal stejně jako tribute alba.